# Lëvrushk
Lëvrushk – wieś położona w północnej części Albanii w gminie Qelëz. Wieś znajduje się 87 kilometrów od stolicy państwa, Tirany.

## Demografia
Według spisu ludności z 1989 roku we wsi Lëvrushk mieszkało 184 mieszkańców.